# 都市共生社会研究分野
都市共生社会研究分野（としきょうせいしゃかいけんきゅうぶんや）は、大阪市立大学大学院創造都市研究科都市政策専攻修士課程に設置されている研究分野の一つである。

## 概要
- NPOを通じた共生社会づくりをめざす大学院のコースである[1]。
- 日本太平洋資料ネットワーク理事長を務めた柏木宏が教授として在籍していた。
- 部落解放・人権研究所理事、大阪府人権協会理事を務める野口道彦が教授として在籍していた。

## 主な修了生
- 桜井啓太 - 立命館大学産業社会学部　准教授
- 中村晶子 - 大阪青山大学健康科学部　准教授
- 水野博達 - 大阪市立大学大学院創造都市研究科　元 特任准教授
- 浜田進士 - 特定非営利活動法人子どもの権利条約総合研究所　副代表・関西事務所代表（元 関西学院大学教育学部　准教授）
- 堅田利明 - 関西外国語大学短期大学部　准教授
- 平岩久里子 - 池坊短期大学環境文化学科　准教授
- 古山陽一 - 国際医療福祉大学成田看護学部　講師
- 松井幸子 - 藍野大学医療保健学部　講師
- 矢野裕子 - 京都西山短期大学仏教学専攻　准教授
- 田中逸郎 - NPO政策研究所　主任研究員（元 豊中市副市長）
- 藤本伸樹 - 一般財団法人アジア・太平洋人権情報センター　研究員
- 堀久仁子 - 財団法人大阪市コミュニティ協会大阪都市コミュニティ研究室　研究員
- 梁優子 - 大阪市立大学人権問題研究センター　特別研究員
- 掛川直之 - 大阪市立大学都市研究プラザ　特別研究員
- あびこ浩子 - 茨木市議会議員

## アクセス
梅田サテライト
- 大阪市北区・大阪駅前第2ビル内
  - JR大阪駅、阪神・阪急・地下鉄梅田駅、JR北新地駅、地下鉄西梅田駅から徒歩。

杉本キャンパス および 大阪市立大学創造都市研究科 事務室
- 大阪市住吉区杉本3-3-138 （大阪市立大学内）
  - JR阪和線 杉本町駅下車